# Franz Kolb
Franciscus Kolbus (1465-1535) (* Inzlingen, 1465 † Berna, 11 de dezembro de 1535) foi um teólogo e reformador suíço. Junto com Berchtold Haller (1492-1536) foi autor das teses de Berna, pagando com o exílio, em benefício da fé reformadora na Suíça.